# キルクーク県
キルクーク県（キルクークけん、アラビア語: محافظة كركوك Muḥāfaẓat Karkūk、クルド語: Parêzgeha Kerkukê / پارێزگای کەرکووک）は、イラク北部の県。人口は約125万人。県都はキルクーク。

## 地理
隣接する県は、北にアルビール県、東にスレイマニヤ県、南西にサラーフッディーン県の3つ。石油と天然ガスを産出するキルクーク油田を擁する。

## 歴史
1976年から2006年まではタミーム県（タミームけん、アラビア語: محافظة التأميم）と呼ばれていた（1976年以前はキルクーク県）。
元々はクルド人が多く住む地域に、20世紀初頭のキルクーク油田発見後、アラブ人などが多く移住して来た。フセイン政権はクルド人を追放し、アラブ人を入植させるアラブ化政策をとった。サダム政権が崩壊したイラク戦争時、クルド人武装勢力ペシュメルガが米軍と呼応してキルクーク県を制圧した。
2014年、ISIL（イスラム国）がイラク北部で攻勢に出ると、敗走したイラク政府軍を尻目に、ペシュメルガがキルクーク州を防衛。ペシュメルガを指揮下に置くクルディスタン自治政府（KRG）が県を実効支配した。イラク政府が自治を公認するクルディスタン地域ではないが、クルディスタン地域の独立を問う2017年9月の住民投票も実施され、KRG側は「独立賛成が9割を超えた」と主張している。これに対してイラク政府は、キルクーク県の明け渡しを要求している。
地元新聞『ハワル』の推計によると、2017年時点の民族構成はクルド人が5割強、アラブ人が2割強、トルクメン人が2割弱である。